# Субдомінанта
Субдоміна́нта (від лат. sub- — під- й dominans — пануючий) — у теорії музики — тональність, тоніка якої є четвертим ступенем по відношенню до даної. Субдомінанта є тональністю першого ступеня спорідненості до даного.
Субдомінантою також називається й сам четвертий ступінь тональності — звідси її назва: вона перебуває під п'ятим ступенем, домінантою.
У натуральному мажорі субдомінанта мажорна (наприклад, до мажор — фа мажор), в натуральному мінорі — мінорна (наприклад, ля мінор — ре мінор). У гармонічному мажорі й мелодичному мінорі субдомінантовий тризвук буде, відповідно, мінорним і мажорним.
Гармонічний зворот, що містить тоніку та субдомінанту, називається плага́льним. На відміну від автентичних зворотів, обороти із субдомінантою прийнято вважати м'якими й спокійними.
Часто в репризі сонатної форми у місці, що відповідає переходу мелодії в домінантову тональність в експозиції, мелодія переходить у субдомінантову тональність.